# When the Music Dies
When the Music Dies – anglojęzyczny utwór azerskiej wokalistki Səbinə Babayevej, który reprezentował Azerbejdżan podczas 57. Konkursu Piosenki Eurowizji w 2012 roku w Baku.

## Historia utworu

### Tło
Utwór „When the Music Dies” opowiada o dramatycznej historii miłosnej piosenkarki. Kompozycja zawiera tradycyjne azerskie instrumenty, takie jak kamancza i bałaban oraz lokalne instrumenty perkusyjne – davul i ghawal.

### Produkcja
Autorami utworu i tekstu są: szwedzki kompozytor, muzyk i producent muzyczny Anders Bagge, wokalistka i autorka tekstów Sandra Bjurman, szwedzki kompozytor i gitarzysta Stefan Örn oraz Johan Kronlund. Örn i Bjurman byli także autorami kompozycji „Running Scared”, która wygrała Konkurs Piosenki Eurowizji 2011. Przy produkcji kompozycji pracowali także czołowi azerscy muzycy: Oqtay Şərifov, Sərxan Vahabov, Şirzad Fətəliyev, Yaşar Baxış i Alim Qasımov. 
13 kwietnia opublikowano azerskojęzyczną wersję utworu – „Gəl”, której tekst napisał Teymur Məmmədov. Poza tym, zaprezentowano jazzową oraz akustyczną wersję z dwiema gitarami, które według Məmmədova stworzyły niesamowitą atmosferę intymności i delikatności.
Podczas konferencji prasowej 57. Konkursu Piosenki Eurowizji przedstawiciel fanów Afryki Południowej Roy Van Der Merwe wręczył Babayevej płytę z afrykanerską wersję utworu nagraną przez Cole Van Dais.

### Teledysk
Oficjalny teledysk do „When the Music Dies” miał swoją premierę 19 marca 2012 roku w programie azerskiego nadawcy publicznego İctimai TV – Yeni Gün. 

### Konkurs Piosenki Eurowizji 2012
17 marca 2012 roku „When the Music Dies” zostało wybrane przez İctimai TV na propozycję z Azerbejdżanu na 57. Konkurs Piosenki Eurowizji, który za sprawą zwycięstwa duetu Ell & Nikki odbył się w Baku. 
W sobotę, 26 maja 2012 roku Babayeva wystąpiła w finale z „When the Music Dies” jako 13. w kolejności. Utwór zdobył 150 punktów, co przełożyło się na 4. miejsce.